# Leandro Montagud Balaguer
Leandro Montagud Balaguer, més conegut com a Leandro (28 de febrer de 1989, Alzira), és un futbolista valencià que juga com a porter a l'AD Ceuta FC.

## Trajectòria
Producte del planter de l'Elx CF, va debutar al primer equip el 20 de març de 2010, substituint a Wilfredo Caballero, que va marxar expulsat.
Durant la temporada 2009-2010 va ser el tercer porter de l'Elx CF per darrere de Wilfredo Caballero i Jaime. La temporada 2010-2011 també va començar com a tercer porter, però el gener de 2011 Wilfredo Caballero va ser traspassat al Málaga CF, afavorint Leandro que es va convertir en el segon porter de l'Elx CF, jugant un partit de titular davant el Granada CF en la jornada 41.